# Skövde flygplats
Skövde flygplats är belägen i Skövde och invigdes 1989. Flygplatsen byggdes som Skövdes ersättning för det havererade projektet för ett gemensamt flygfält, Skarlanda, för Skaraborgs län vid Axvall utanför Skara. Lidköping-Hovby flygplats och Falköpings flygplats byggdes också efter att Skarlanda inte genomfördes.

## Historik
Landningsbanorna byggdes av Skanska och Skövde Flygplats AB hade ett nyttjandeavtal på 25 år. Skövde kommun ersatte flygbolaget som avtalspartner 1993 och förtidsinlöste banorna 2012. Driftsbolaget bytte namn till Skövde Airport AB våren 2021, som en anpassning till byte av logotyp som gjordes 2018. 
Det finns i dag inget reguljärt trafikflyg från Skövde flygplats. Tidigare har bland annat flygbolaget Swedair, Flying Enterprise mellan 1994 och 1999 och Skyways Regional trafikerat Stockholm/Arlanda flygplats från Skövde. Skyways Regional upphörde 2002 med den sista trafiken till Arlanda. Tidigare har även Köpenhamn/Kastrup trafikerats från Skövde. Numera används flygplatsen för bland annat privatflyg, ambulansflyg och taxiflyg. Det var till betydande del tåget som konkurrerade ut flyget. X 2000 invigdes 1990, ett år efter flygplatsen, och tar sedan 1995 (då Grödingebanan öppnades) två timmar till Stockholm. Skövde flygplats har med sina 13 år den kortaste tiden i Sverige från nybygge till stängning av reguljärflyg.
Den nuvarande flygplatsen ligger vid Knistad och ersatte en äldre flygplats byggd 1938 vid Aspelund som har blivit ett industriområde.
Den 8-9 maj 2015 och den 1 maj 2016 stod flygplatsen som värd för premiären av Scandinavian Touring Car Championship och RallyX, då det bland annat anlagts en ny bana på flygplatsen på cirka 2100 meter.